# Hannivka-Ternivska, Bilopillea
Hannivka-Ternivska (în ucraineană Ганнівка-Тернівська) este un sat în comuna Suprunivka din raionul Bilopillea, regiunea Sumî, Ucraina.

## Demografie
Componența lingvistică a localității Hannivka-Ternivska
     Ucraineană (95,65%)
     Rusă (3,48%)
     Alte limbi (0,87%)
Conform recensământului din 2001, majoritatea populației localității Hannivka-Ternivska era vorbitoare de ucraineană (95,65%), existând în minoritate și vorbitori de rusă (3,48%).